# Uganda na igrzyskach Wspólnoty Narodów
Uganda zadebiutowała na igrzyskach Wspólnoty Narodów w 1954 roku na igrzyskach w Vancouver i od tamtej pory reprezentacja wystartowała na wszystkich igrzyskach, oprócz zawodów w 1978 i w 1986 roku. Najwięcej medali (3) Uganda zdobyła na igrzyskach w Edynburgu w 1970 roku, a najwięcej medali w ogóle (9) na igrzyskach w Christchurch w 1974 roku.

## Klasyfikacja medalowa
| Igrzyska          | Złoto | Srebro | Brąz | Razem |
| ----------------- | ----- | ------ | ---- | ----- |
| 1954 Vancouver    | 0     | 1      | 0    | 1     |
| 1958 Cardiff      | 0     | 1      | 0    | 1     |
| 1962 Perth        | 1     | 1      | 4    | 6     |
| 1966 Kingston     | 0     | 0      | 3    | 3     |
| 1970 Edynburg     | 3     | 3      | 1    | 7     |
| 1974 Christchurch | 2     | 4      | 3    | 9     |
| 1982 Brisbane     | 0     | 3      | 0    | 3     |
| 1990 Auckland     | 2     | 0      | 2    | 4     |
| 1994 Victoria     | 0     | 0      | 2    | 2     |
| 1998 Kuala Lumpur | 0     | 0      | 1    | 1     |
| 2002 Manchester   | 0     | 2      | 0    | 2     |
| 2006 Melbourne    | 2     | 0      | 1    | 3     |
| 2010 Nowe Delhi   | 2     | 0      | 0    | 2     |
| Razem             | 12    | 15     | 17   | 44    |

### Według dyscyplin
| Dyscyplina    | Złoto | Srebro | Brąz | Razem |
| ------------- | ----- | ------ | ---- | ----- |
| Boks          | 8     | 10     | 13   | 31    |
| Lekkoatletyka | 4     | 5      | 4    | 13    |
| Razem         | 12    | 15     | 17   | 44    |